# UFC 126
UFC 126: Silva vs. Belfort foi um evento de MMA realizado pelo Ultimate Fighting Championship em 5 de fevereiro de 2011 no Mandalay Bay Events Center, em Las Vegas, nos Estados Unidos.

## Resultados
Nota 1 Pelo Cinturão Peso-Médio do UFC.

## Bônus da Noite
Lutadores receberam um bônus de $70,000.
- Luta da Noite:  Donald Cerrone vs.  Paul Kelly
- Nocaute da Noite:  Anderson Silva
- Finalização da Noite:  Jon Jones